# Девол (река)
Вижте пояснителната страница за други значения на Девол.
Девол (изписване до 1945 година: Дѣволъ; на албански: Devolli) е река в Албания.
Девол извира от източните склонове на планината Грамос, през която минава границата с Гърция. Тече в северна посока през едноименната област Девол и покрай главния ѝ град Билища. След Билища завива на запад и през Цангонския пролом между Сува гора от север и Морава от юг излиза в Корчанското поле, където до Втората световна война е било Малишкото езеро (Малик), днес пресушено. След Корчанското поле, в което приема водите на левия си южен приток Дунавица, Девол навлиза в силно планински регион, слива се със също извиращата от Грамос Осум и образува река Семани. Най-голям приток на Девол е левият Томорица, извиращ под планината Томор.
Дължината на Девол е 196 километра, а водосборният ѝ басейн – 3130 км².